# Amerikaans 3×3-basketbalteam (vrouwen)
Het Amerikaans nationaal 3×3-basketbalteam is een team van 3×3-basketballers dat de Verenigde Staten vertegenwoordigt in internationale wedstrijden. Het team staat onder verantwoordelijkheid van  USA Basketball (USAB).

## Olympische Spelen
| Jaar        | Plaats | WG | W  | V | Spelers                          |
| ----------- | ------ | -- | -- | - | -------------------------------- |
| 2020 Tokio  | 1e     | 9  | 8  | 1 | Dolson, Gray, Plum, Young        |
| 2024 Parijs | 3e     | 10 | 6  | 4 | Hamby, Burdick, Van Lith, Howard |
| Totaal      | 2/2    | 19 | 14 | 5 |                                  |

## Wereldkampioenschappen
| Jaar             | Plaats              | WG                  | W                   | V                   | Spelers                              |
| ---------------- | ------------------- | ------------------- | ------------------- | ------------------- | ------------------------------------ |
| 2012 Athene      | 1e                  | 9                   | 9                   | 0                   | Diggins, Hartley, Ogwumike, Strother |
| 2014 Moskou      | 1e                  | 9                   | 9                   | 0                   | Burdick, Hammond, Loyd, Mitchell     |
| 2016 Guangzhou   | 3e                  | 7                   | 5                   | 2                   | Harper, Jennings, Romeo, White       |
| 2017 Nantes      | niet gekwalificeerd | niet gekwalificeerd | niet gekwalificeerd | niet gekwalificeerd | niet gekwalificeerd                  |
| 2018 Bocaue      | 5e                  | 5                   | 4                   | 1                   | Boley, Gildon, Hebard, Ionescu       |
| 2019 Amsterdam   | niet gekwalificeerd | niet gekwalificeerd | niet gekwalificeerd | niet gekwalificeerd | niet gekwalificeerd                  |
| 2022 Antwerpen   | 7e                  | 5                   | 4                   | 1                   | Burdick, Cox, Joens, Van Lith        |
| 2023 Wenen       | 1e                  | 8                   | 7                   | 1                   | Brink, Burdick, Harper, Van Lith     |
| 2025 Ulaanbaatar | 6e                  | 5                   | 4                   | 1                   | Maly, Strong, Williams, Williams     |
| Totaal           | 7/9                 | 48                  | 42                  | 6                   |                                      |